# Нерозлучник ліберійський
Нерозлучник ліберійський (Agapornis swindernianus) — вид папугоподібних птахів родини Psittaculidae. Поширений в Африці.

## Назва
Вид був названий на честь професора Гронінгенського університету Теодора ван Свіндерена (1784—1851).

## Поширення
Вид поширений в Західній і Центральній Африці. Мешкає в лісах Камеруну, Центральноафриканської Республіки, Республіки Конго, Демократичної Республіки Конго, Кот-д'Івуару, Екваторіальної Гвінеї, Габону, Гани, Ліберії та Уганди. Середовище проживання включає вічнозелені рівнинні ліси з густою рослинністю та ліси до висоти 1800 м.

## Опис
Довжина папуги становить від 13 до 15 см, а вага — від 39 до 41 г. Має яскраву зелену голову, яка стає блідішою з боків. На шиї є чорна смуга, яка переходить у вицвілу жовтувату смугу. Вона продовжується навколо шиї, стає блідішою і зникає жовтому горлі. Спина і криючі крил зелені, але змінюють колір на ультрамариново-блакитний в нижній частині спини, криж і надхвостя. Нижня сторона світло-зелена. Крила зелені в центрі, чорніють на кінчиках і закінчуються зеленою облямівкою на зовнішньому краї. Нижня сторона крил цілком зелена. Хвіст забарвлений у червоний колір біля основи і знову стає зеленим через чорну смугу. Центральні пір'я хвоста, однак, повністю зелені. Очі від жовтого до оранжевого кольору. Верхній дзьоб чорний, а нижній сірий, лапки теж сірі. Різниці за кольором між статями немає.

## Спосіб життя
Соціальна тварина, як і інші представники роду, живе невеликими групами, які займають верхню частину дерев екваторіального лісу. Основною поживою є інжир. Через таку харчову спеціалізацію ліберійські є одними з нерозлучників, яких рідко тримають у неволі. Однак дослідження шлунка також показали, що вони їдять просо, напівстиглу кукурудзу та фрукти Rauwolfia, Harungana, та Macaranga, а також знайдені личинки комах і гусениці. Про особливості гніздування нічого не відомо.